# Tony Award de Melhor Libreto de Musical
O Tony Award de Melhor Libreto é dado aos libretistas das partes faladas e não cantadas de musicais. A elegibilidade é restrita para trabalhos com narrativas originais; trabalhos sem enredos e remontagens são inelegíveis. Tal prêmio foi originalmente chamado de Tony Award de Melhor Autor, tendo sido renomeado quando musicais foram separados de dramas teatrais.

## Prêmiados e indicados

### 1940
| Ano                      | Autor         | Produção |
| ------------------------ | ------------- | -------- |
| 1949 3.º Tony Awards     |               |          |
| Samuel and Bella Spewack | Kiss Me, Kate |          |

### 1950
| Ano                                 | Autor                   | Produção |
| ----------------------------------- | ----------------------- | -------- |
| 1950 4.º Tony Awards                |                         |          |
| Oscar Hammerstein II e Joshua Logan | South Pacific (musical) |          |
| 1951 – 1959                         | —                       | —        |

### 1960
| Ano                                          | Autor                                            | Produção |
| -------------------------------------------- | ------------------------------------------------ | -------- |
| 1960 – 1961                                  | —                                                | —        |
| 1962 16.º Tony Awards                        |                                                  |          |
| Abe Burrows, Jack Weinstock e Willie Gilbert | How to Succeed in Business Without Really Trying |          |
| Michael Stewart e Helen Deutsch              | Carnival!                                        |          |
| 1963 17.º Tony Awards                        |                                                  |          |
| Burt Shevelove e Larry Gelbart               | A Funny Thing Happened on the Way to the Forum   |          |
| Lionel Bart                                  | Oliver!                                          |          |
| Leslie Bricusse e Anthony Newley             | Stop the World – I Want to Get Off               |          |
| Neil Simon                                   | Little Me                                        |          |
| 1964 18.º Tony Awards                        |                                                  |          |
| Michael Stewart                              | Hello, Dolly!                                    |          |
| Noël Coward e Harry Kurnitz                  | The Girl Who Came to Supper                      |          |
| Timothy Gray e Hugh Martin                   | High Spirits                                     |          |
| Joe Masteroff                                | She Loves Me                                     |          |
| 1965 19.º Tony Awards                        |                                                  |          |
| Joseph Stein                                 | Fiddler on the Roof                              |          |
| 1966 – 1969                                  | —                                                | —        |

### 1970
| Ano                                          | Autor                                          | Produção |
| -------------------------------------------- | ---------------------------------------------- | -------- |
| 1970 24.º Tony Awards                        | —                                              | —        |
| 1971 25.º Tony Awards                        |                                                |          |
| George Furth                                 | Company                                        |          |
| Robert H. Livingston and Herb Schapiro       | The Me Nobody Knows                            |          |
| Sherman Yellen                               | The Rothschilds                                |          |
| 1972 26.º Tony Awards                        |                                                |          |
| John Guare e Mel Shapiro                     | Two Gentlemen of Verona                        |          |
| Warren Casey e Jim Jacobs                    | Grease                                         |          |
| James Goldman                                | Follies                                        |          |
| Melvin Van Peebles                           | Ain't Supposed to Die a Natural Death          |          |
| 1973 27.º Tony Awards                        |                                                |          |
| Hugh Wheeler                                 | A Little Night Music                           |          |
| Micki Grant                                  | Don't Bother Me, I Can't Cope                  |          |
| Roger O. Hirson                              | Pippin                                         |          |
| Melvin Van Peebles                           | Don't Play Us Cheap                            |          |
| 1974 28.º Tony Awards                        |                                                |          |
| Hugh Wheeler                                 | Candide                                        |          |
| Michael Bennett                              | Seesaw                                         |          |
| Robert Nemiroff and Charlotte Zaltzberg      | Raisin                                         |          |
| 1975 29.º Tony Awards                        |                                                |          |
| James Lee Barrett, Philip Rose e Peter Udell | Shenandoah                                     |          |
| William F. Brown                             | The Wiz                                        |          |
| Gene Curty, Nitra Scharfman and Chuck Strand | The Lieutenant                                 |          |
| Michael Stewart                              | Mack and Mabel                                 |          |
| 1976 30.º Tony Awards                        |                                                |          |
| Nicholas Dante e James Kirkwood, Jr.         | A Chorus Line                                  |          |
| Fred Ebb e Bob Fosse                         | Chicago                                        |          |
| Alfred Uhry                                  | The Robber Bridegroom                          |          |
| John Weidman                                 | Pacific Overtures                              |          |
| 1977 31.º Tony Awards                        |                                                |          |
| Thomas Meehan                                | Annie                                          |          |
| Vinnette Justine Carroll                     | Your Arms Too Short to Box with God            |          |
| Michael Feingold and Elisabeth Hauptmann     | Happy End                                      |          |
| Michael Stewart                              | I Love My Wife                                 |          |
| 1978 32.º Tony Awards                        |                                                |          |
| Betty Comden e Adolph Green                  | On the Twentieth Century                       |          |
| Christopher Durang                           | A History of the American Film                 |          |
| Stephen Schwartz                             | Working                                        |          |
| Elizabeth Swados                             | Runaways                                       |          |
| 1979 33.º Tony Awards                        |                                                |          |
| Hugh Wheeler                                 | Sweeney Todd: The Demon Barber of Fleet Street |          |
| Jerome Kass                                  | Ballroom                                       |          |
| Larry L. King and Peter Masterson            | The Best Little Whorehouse in Texas            |          |
| Neil Simon                                   | They're Playing Our Song                       |          |

### 1980
| Ano                                                          | Autor                                        | Produção |
| ------------------------------------------------------------ | -------------------------------------------- | -------- |
| 1980 34.º Tony Awards                                        |                                              |          |
| Tim Rice                                                     | Evita                                        |          |
| Ralph G. Allen e Harry Rigby                                 | Sugar Babies                                 |          |
| Mark Bramble                                                 | Barnum                                       |          |
| Dick Vosburgh                                                | A Day in Hollywood/A Night in the Ukraine    |          |
| 1981 35.º Tony Awards                                        |                                              |          |
| Peter Stone                                                  | Woman of the Year                            |          |
| Mark Bramble e Michael Stewart                               | 42nd Street                                  |          |
| Mary Kyte                                                    | Tintypes                                     |          |
| Julian More and Monty Norman                                 | The Moony Shapiro Songbook                   |          |
| 1982 36.º Tony Awards                                        |                                              |          |
| Tom Eyen                                                     | Dreamgirls                                   |          |
| Martin Charnin e Joel Siegel                                 | The First                                    |          |
| Arthur Kopit                                                 | Nine                                         |          |
| Tim Rice                                                     | Joseph and the Amazing Technicolor Dreamcoat |          |
| 1983 37.º Tony Awards                                        |                                              |          |
| T. S. Eliot                                                  | Cats                                         |          |
| Betty Comden e Adolph Green                                  | A Doll's Life                                |          |
| Richard Levinson e William Link                              | Merlin                                       |          |
| Timothy S. Mayer and Peter Stone                             | My One and Only                              |          |
| 1984 38.º Tony Awards                                        |                                              |          |
| Harvey Fierstein                                             | La Cage aux Folles                           |          |
| Charles Blackwell                                            | The Tap Dance Kid                            |          |
| James Lapine                                                 | Sunday in the Park with George               |          |
| Sybille Pearson                                              | Baby                                         |          |
| 1985 39.º Tony Awards                                        |                                              |          |
| William Hauptman                                             | Big River                                    |          |
| Barbara Damashek and Molly Newman                            | Quilters                                     |          |
| Fay Kanin                                                    | Grind                                        |          |
| Michael Stewart                                              | Harrigan 'N Hart                             |          |
| 1986 40.º Tony Awards                                        |                                              |          |
| Rupert Holmes                                                | The Mystery of Edwin Drood                   |          |
| Betty Comden e Adolph Green                                  | Singin' in the Rain                          |          |
| Bob Fosse                                                    | Big Deal                                     |          |
| Jane Iredale                                                 | Wind in the Willows                          |          |
| 1987 41.º Tony Awards                                        |                                              |          |
| Alain Boublil e Claude-Michel Schönberg                      | Les Misérables                               |          |
| Howard Ashman                                                | Smile                                        |          |
| Stephen Fry, Douglas Furber, Mike Ockrent and L. Arthur Rose | Me and My Girl                               |          |
| Joseph Stein                                                 | Rags                                         |          |
| 1988 42.º Tony Awards                                        |                                              |          |
| James Lapine                                                 | Into the Woods                               |          |
| Lee Breuer                                                   | The Gospel at Colonus                        |          |
| Barry Harman                                                 | Romance/Romance                              |          |
| Richard Stilgoe e Andrew Lloyd Webber                        | The Phantom of the Opera                     |          |
| 1989 43.º Tony Awards                                        | —                                            | —        |

### 1990
| Ano                                                                     | Autor                                 | Produção |
| ----------------------------------------------------------------------- | ------------------------------------- | -------- |
| 1990 44.º Tony Awards                                                   |                                       |          |
| Larry Gelbart                                                           | City of Angels                        |          |
| Luther Davis                                                            | Grand Hotel                           |          |
| Andrew Lloyd Webber                                                     | Aspects of Love                       |          |
| Hugh Wheeler                                                            | Meet Me in St. Louis                  |          |
| 1991 45.º Tony Awards                                                   |                                       |          |
| Marsha Norman                                                           | The Secret Garden                     |          |
| Lynn Ahrens                                                             | Once on This Island                   |          |
| Alain Boublil e Claude-Michel Schönberg                                 | Miss Saigon                           |          |
| Peter Stone                                                             | The Will Rogers Follies               |          |
| 1992 46.º Tony Awards                                                   |                                       |          |
| William Finn e James Lapine                                             | Falsettos                             |          |
| Ken Ludwig                                                              | Crazy for You                         |          |
| Clarke Peters                                                           | Five Guys Named Moe                   |          |
| George C. Wolfe                                                         | Jelly's Last Jam                      |          |
| 1993 47.º Tony Awards                                                   |                                       |          |
| Terrence McNally                                                        | Kiss of the Spider Woman              |          |
| Peter Kellogg                                                           | Anna Karenina                         |          |
| Des McAnuff e Pete Townshend                                            | The Who's Tommy                       |          |
| Willy Russell                                                           | Blood Brothers                        |          |
| 1994 48.º Tony Awards                                                   |                                       |          |
| James Lapine                                                            | Passion                               |          |
| Walter Bobbie                                                           | A Grand Night for Singing             |          |
| Koen van Dijk                                                           | Cyrano: The Musical                   |          |
| Linda Woolverton                                                        | Beauty and the Beast                  |          |
| 1995 49.º Tony Awards                                                   |                                       |          |
| Don Black e Christopher Hampton                                         | Sunset Boulevard                      |          |
| 1996 50.º Tony Awards                                                   |                                       |          |
| Jonathan Larson                                                         | Rent                                  |          |
| Graciela Daniele, Jim Lewis and Michael John LaChiusa                   | Chronicle of a Death Foretold         |          |
| Reg E. Gaines                                                           | Bring in 'Da Noise, Bring in 'Da Funk |          |
| John Weidman                                                            | Big: The Musical                      |          |
| 1997 51.º Tony Awards                                                   |                                       |          |
| Peter Stone                                                             | Titanic                               |          |
| Leslie Bricusse                                                         | Jekyll & Hyde                         |          |
| Cy Coleman, Ira Gasman and David Newman                                 | The Life                              |          |
| David Thompson                                                          | Steel Pier                            |          |
| 1998 52.º Tony Awards                                                   |                                       |          |
| Terrence McNally                                                        | Ragtime                               |          |
| Roger Allers e Irene Mecchi                                             | The Lion King                         |          |
| Nan Knighton                                                            | The Scarlet Pimpernel                 |          |
| Bill Russell                                                            | Side Show                             |          |
| 1999 53.º Tony Awards                                                   |                                       |          |
| Alfred Uhry                                                             | Parade                                |          |
| Charles Bevel, Lita Gaithers, Randal Myler, Ron Taylor and Dan Wheetman | It Ain't Nothin' But the Blues        |          |
| Walter Bobbie e Dean Pitchford                                          | Footloose                             |          |
| Pam Gems                                                                | Marlene                               |          |

### 2000
| Ano                                     | Autor                                      | Produção |
| --------------------------------------- | ------------------------------------------ | -------- |
| 2000 54.º Tony Awards                   |                                            |          |
| Richard Nelson                          | James Joyce's The Dead                     |          |
| Michael John LaChiusa                   | Marie Christine                            |          |
| Michael John LaChiusa e George C. Wolfe | The Wild Party                             |          |
| John Weidman                            | Contact                                    |          |
| 2001 55.º Tony Awards                   |                                            |          |
| Mel Brooks e Thomas Meehan              | The Producers                              |          |
| John Caird                              | Jane Eyre                                  |          |
| Linda Kline and Lonny Price             | A Class Act                                |          |
| Terrence McNally                        | The Full Monty                             |          |
| 2002 56.º Tony Awards                   |                                            |          |
| Greg Kotis                              | Urinetown                                  |          |
| John Guare                              | Sweet Smell of Success                     |          |
| Catherine Johnson                       | Mamma Mia!                                 |          |
| Richard Morris and Dick Scanlan         | Thoroughly Modern Millie                   |          |
| 2003 57.º Tony Awards                   |                                            |          |
| Thomas Meehan e Mark O'Donnell          | Hairspray                                  |          |
| David Henry Hwang                       | Flower Drum Song                           |          |
| Willie Reale                            | A Year with Frog and Toad                  |          |
| Jeremy Sams e Didier Van Cauwelaert     | Amour                                      |          |
| 2004 58.º Tony Awards                   |                                            |          |
| Jeff Whitty                             | Avenue Q                                   |          |
| Nick Enright e Martin Sherman           | The Boy from Oz                            |          |
| Winnie Holzman                          | Wicked                                     |          |
| Tony Kushner                            | Caroline, or Change                        |          |
| 2005 59.º Tony Awards                   |                                            |          |
| Rachel Sheinkin                         | The 25th Annual Putnam County Spelling Bee |          |
| Eric Idle                               | Monty Python's Spamalot                    |          |
| Jeffrey Lane                            | Dirty Rotten Scoundrels                    |          |
| Craig Lucas                             | The Light in the Piazza                    |          |
| 2006 60.º Tony Awards                   |                                            |          |
| Bob Martin e Don McKellar               | The Drowsy Chaperone                       |          |
| Chad Beguelin e Tim Herlihy             | The Wedding Singer                         |          |
| Marshall Brickman e Rick Elice          | Jersey Boys                                |          |
| Marsha Norman                           | The Color Purple                           |          |
| 2007 61.º Tony Awards                   |                                            |          |
| Steven Sater                            | Spring Awakening                           |          |
| Heather Hach                            | Legally Blonde                             |          |
| Rupert Holmes e Peter Stone             | Curtains                                   |          |
| Doug Wright                             | Grey Gardens                               |          |
| 2008 62.º Tony Awards                   |                                            |          |
| Stew                                    | Passing Strange                            |          |
| Douglas Carter Beane                    | Xanadu                                     |          |
| Quiara Alegría Hudes                    | In the Heights                             |          |
| Thomas Meehan e Mark O'Donnell          | Cry-Baby                                   |          |
| 2009 63.º Tony Awards                   |                                            |          |
| Lee Hall                                | Billy Elliot the Musical                   |          |
| Hunter Bell                             | Title of show                              |          |
| David Lindsay-Abaire                    | Shrek the Musical                          |          |
| Brian Yorkey                            | Next to Normal                             |          |

### 2010
| Ano                                               | Autor                                  | Produção |
| ------------------------------------------------- | -------------------------------------- | -------- |
| 2010 64.º Tony Awards                             |                                        |          |
| Joe DiPietro                                      | Memphis                                |          |
| Colin Escott and Floyd Mutrux                     | Million Dollar Quartet                 |          |
| Bill T. Jones e Jim Lewis                         | Fela!                                  |          |
| Dick Scanlan e Sherie Rene Scott                  | Everyday Rapture                       |          |
| 2011 65.º Tony Awards                             |                                        |          |
| Trey Parker, Robert Lopez e Matt Stone            | The Book of Mormon                     |          |
| Douglas Carter Beane, Cheri and Bill Steinkellner | Sister Act                             |          |
| David Thompson                                    | The Scottsboro Boys                    |          |
| Alex Timbers                                      | Bloody Bloody Andrew Jackson           |          |
| 2012 66.º Tony Awards                             |                                        |          |
| Enda Walsh                                        | Once                                   |          |
| Douglas Carter Beane                              | Lysistrata Jones                       |          |
| Joe DiPietro                                      | Nice Work If You Can Get It            |          |
| Harvey Fierstein                                  | Newsies                                |          |
| 2013 67.º Tony Awards                             |                                        |          |
| Dennis Kelly                                      | Matilda the Musical                    |          |
| Douglas Carter Beane                              | Cinderella                             |          |
| Harvey Fierstein                                  | Kinky Boots                            |          |
| Joseph Robinette                                  | A Christmas Story: The Musical         |          |
| 2014 68.º Tony Awards                             |                                        |          |
| Robert L. Freedman                                | A Gentleman's Guide to Love and Murder |          |
| Woody Allen                                       | Bullets Over Broadway                  |          |
| Chad Beguelin                                     | Aladdin                                |          |
| Douglas McGrath                                   | Beautiful: The Carole King Musical     |          |
| 2015 69.º Tony Awards                             |                                        |          |
| Lisa Kron                                         | Fun Home                               |          |
| Karey Kirkpatrick e John O'Farrell                | Something Rotten!                      |          |
| Craig Lucas                                       | An American in Paris                   |          |
| Terrence McNally                                  | The Visit                              |          |
| 2016 70.º Tony Awards                             |                                        |          |
| Lin-Manuel Miranda                                | Hamilton                               |          |
| Julian Fellowes                                   | School of Rock                         |          |
| Steve Martin                                      | Bright Star                            |          |
| George C. Wolfe                                   | Shuffle Along                          |          |